# Coaldale, Schuylkill County, Pennsylvania
Coaldale är en ort i Schuylkill County i delstaten Pennsylvania, USA.